# Рід Тауншип (округ Дофін, Пенсільванія)
Рід Тауншип (англ. Reed Township) — селище (англ. township) в США, в окрузі Дофін штату Пенсільванія. Населення — 230 осіб (2020).

## Демографія
Згідно з переписом 2010 року, у селищі мешкало 239 осіб у 97 домогосподарствах у складі 74 родин. Було 114 помешкання
Расовий склад населення:
| - 97,5 % — білих - 1,7 % — чорних або афроамериканців |

До двох чи більше рас належало 0,0 %. Частка іспаномовних становила 1,7 % від усіх жителів.
За віковим діапазоном населення розподілялося таким чином: 15,9 % — особи молодші 18 років, 65,3 % — особи у віці 18—64 років, 18,8 % — особи у віці 65 років та старші. Медіана віку мешканця становила 48,1 року. На 100 осіб жіночої статі у селищі припадало 115,3 чоловіків;  на 100 жінок у віці від 18 років та старших — 109,4 чоловіків також старших 18 років.
Середній дохід на одне домашнє господарство  становив 89 262 долари США (медіана — 89 167), а середній дохід на одну сім'ю — 103 949 доларів (медіана — 107 500). Медіана доходів становила 42 344 долари для чоловіків та 43 125 доларів для жінок. За межею бідності перебувало 4,5 % осіб, у тому числі 12,0 % дітей у віці до 18 років та 2,9 % осіб у віці 65 років та старших.
Цивільне працевлаштоване населення становило 136 осіб. Основні галузі зайнятості: будівництво — 16,2 %, транспорт — 14,0 %, освіта, охорона здоров'я та соціальна допомога — 14,0 %.